# Altdeutsches Mövchen
| Altdeutsches Mövchen                        | Altdeutsches Mövchen                       |
| ELRT-Nr. 0704                               | ELRT-Nr. 0704                              |
| ------------------------------------------- | ------------------------------------------ |
| Rassengruppe                                | Mövchentauben                              |
| Standardbestimmend im Europäischen Verband: | VDT im Bund Deutscher Rassegeflügelzüchter |
| Liste von Taubenrassen                      |                                            |

Das Altdeutsche Mövchen ist eine Haustaubenrasse und gehört zur Gruppe der Mövchentauben.

## Musterbeschreibung
Das Altdeutsche Mövchen gilt als die ursprüngliche Form des Deutschen Schildmövchens. Die Rasse wurde in Deutschland aufgrund ihrer Farbe und Zeichnung der Silbermöwe als Mövchen bezeichnet. 1956 wurde sie neu anerkannt.
Die mittelgroße, gedrungene, anmutig wirkende Taube  besitzt aufgrund der typischen Ausprägung der Rassemerkmale – wie dem gerundeten Kopf, dem mittellangen Schnabel und der gut entwickelten Kropf-Halskrause (Jabot) – einen ausgeprägten Mövchencharakter.

## Belege
1. ↑  Geschichte. Sonderverein der Züchter Altdeutscher Mövchen, abgerufen am 4. Oktober 2018.
2. ↑  Internetdienste für Züchter (Memento des Originals vom 7. Oktober 2007 im Internet Archive)  Info: Der Archivlink wurde automatisch eingesetzt und noch nicht geprüft. Bitte prüfe Original- und Archivlink gemäß Anleitung und entferne dann diesen Hinweis., abgerufen am 14. September 2012